# Phyllopezus przewalskii
Phyllopezus przewalskii — вид геконоподібних ящірок родини Phyllodactylidae. Мешкає в Південній Америці. Вид названий на честь російського натураліста Миколи Пржевальського. Раніше вважався конспецифічним з Phyllopezus pollicaris.

## Поширення і екологія
Phyllopezus przewalskii мешкають на південному заході Бразилії (Мату-Гросу і Мату-Гросу-ду-Сул), в Болівії, Парагваї і північній Аргентині. Вони живуть в саванах серрадо, сухих чагарникових заростях рідколіссях чако, трапляються в людських поселеннях.